# Mikio Sato
Mikio Sato (Japans: 佐藤 幹夫 Sato Mikio) (18 april 1928 – 9 januari 2023) was een Japans wiskundige, die werkte in wat hij zelf de algebraïsche analyse noemt. Hij studeerde aan de Universiteit van Tokio, en promoveerde daar in de natuurkunde als student van Shinichiro Tomonaga. Vanaf 1970 was Sato professor aan het Research Instituut voor de Wiskundige Wetenschappen aan de Universiteit van Kyoto. 
Hij staat bekend om zijn innovatieve werk op een aantal terreinen, zoals de prehomogene vectorruimten, de Bernstein-Sato polynomen; en in het bijzonder voor zijn hyperfunctie theorie. Deze verscheen aanvankelijk als en uitwerking van zijn ideeën over distributietheorie, maar raakte al snel verbonden met de lokale cohomologie theorie van Alexander Grothendieck, van welke het een onafhankelijke oorsprong had, en naar een uitdrukking in termen van schoventheorie. Sato's hyperfunctietheorie leidde ook de theorie van de microfuncties, die zich bezighoudt met de studie van microlokale aspecten van lineaire partiële differentiaalvergelijkingen en Fouriertheorie, zoals golffronten, en uiteindelijk tot de hedendaagse ontwikkelingen in de D-module theorie. Een deel daarvan is de moderne theorie van de holonome systemen: PDVs over-gedetermineerd tot een punt waar deze eindig-dimensionale oplossingsruimtes hebben.
Sato droeg ook bij aan de niet-lineaire soliton theorie, met het gebruik van Grassmannianen van oneindige dimensie. In de getaltheorie staat hij bekend om het vermoeden van Sato-Tate over L-functies.
Hij was sinds 1993 lid van de Amerikaanse Academie van Wetenschappen. In 1997 ontving hij de Rolf Schock-prijs, in 2003 de Wolfprijs. 